# خوان مانويل ليلو
خوان مانويل ليلو (مواليد 3 نوفمبر 1965)، هو لاعب كرة قدم إسباني معتزل.، ويعمل حاليًا كمدرب مساعد في مانشستر سيتي. وكان في السابق مسؤولاً عن نادي السد بدوري نجوم قطر .

## وصلات خارجية
- خوان مانويل ليلو على موقع قاعدة بيانات كرة القدم.إي يو (الإنجليزية)
- خوان مانويل ليلو على موقع Soccerway.com (الإنجليزية)
- خوان مانويل ليلو على موقع عالم كرة القدم.نت (الإنجليزية)